# Loggia degli Adimari
La loggia degli Adimari, detta anche la Neghittosa, è un'architettura scomparsa del centro di Firenze, oggi sostituita da un palazzo situato in via dei Calzaiuoli (numeri dal 96 al 106 rosso), via delle Oche 19 e il vicolo del Giglio.

## Storia e descrizione
Era qui la loggia della famiglia Adimari, nota come la Neghittosa. Trasformata in osteria, fu progressivamente assorbita dalle nuove edificazioni e quindi abbattuta durante i lavori di allargamento di via dei Calzaiuoli (1842-1844), come documentato da Federico Fantozzi che cita l'edificio come "casa Fabbrini". 
A ricordare l'antica presenza della loggia e la storia del luogo sono una serie di lapidi in marmo poste sul lato di via delle Oche: in una si ricorda la Neghittosa, in una dei versi danteschi rimandano all'antica stirpe degli Adimari (in questo caso accompagnando i versi con uno scudo provvisto dell'arme del casato), in un'altra si ricorda invece come nella casa che qui si trovava avesse visto la luce e poi fosse morto il 4 febbraio 1815 "Salomone Fiorentino distinto poeta". 
L'edificio che attualmente occupa l'area presenta un disegno dei fronti corrispondente al gusto degli anni in cui fu operata la rettificazione della strada (ma è da segnalare anche il cantiere di 'restauro' di cui si parla nelle pagine di "Arte e Storia" del 1886), in stile neorinascimentale, ma decisamente corrente e privo di elementi caratterizzanti. Il fronte principale che guarda a via dei Calzaiuoli si sviluppa per cinque piani su sette assi. Il terreno è interrotto, tra il secondo e il quinto asse, da un'ampia mostra che include tre archi e che presenta una decorazione a graffito (opportunamente protetta da cristalli) con profusione di candelabre, festoni, puttini e animali fantastici. In alto sono due corone all'interno delle quali ricorrono le date 1733 e 1899: la prima ricorda la nascita qui della "Bottega dei Pani Dolci” - prima sede e primo nome di quello che sarebbe diventato il Caffè Gilli - e la seconda è presumibilmente da interpretare come data di realizzazione del graffito o del suo rifacimento su più antiche tracce, quando qui prese sede un nuovo esercizio commerciale dopo che Gilli si trasferì prima nell'apena costruito palazzo dell'Hotel Savoy, poi nella sua sede definitiva nel palazzo Levi in piazza della Repubblica. 
L'ambiente che si apre oltre gli archi è riccamente decorato da stucchi di gusto ottocentesco e, attualmente occupato da un esercizio commerciale che, tra il 2016 e il 2017, ha tinteggiato le pareti e gli stucchi di nero, fino ad allora mantenuti con rigorosa cura.